# Ayana Onozuka
Ayana Onozuka (jap. 小野塚 彩那, Onozuka Ayana; * 23. März 1988 in Minami-Uonuma) ist eine japanische Freestyle-Skierin. Sie startet in der Disziplin Halfpipe.

## Werdegang
Onozuka absolvierte ihr erstes FIS-Weltcuprennen im Dezember 2011 in Copper Mountain, welches sie auf den 35. Platz beendete. Zum Beginn der Saison 2012/13 erreichte sie in Cardrona mit dem dritten Platz ihre erste Weltcuppodestplatzierung. Im weiteren Saisonverlauf errang sie weitere Top-Zehn-Platzierungen darunter ein zweiter Platz in Park City und ein dritter Rang in Sierra Nevada. Bei den Freestyle-Skiing-Weltmeisterschaften 2013 in Oslo gewann sie die Bronzemedaille. Die Saison beendete sie auf den sechsten Platz im Gesamtweltcup und den dritten Rang im Halfpipe-Weltcup. Im Januar 2014 belegte sie den zweiten Platz in Breckenridge. Bei den folgenden Olympischen Winterspielen 2014 in Sotschi gewann sie im erstmals ausgetragenen Halfpipe-Wettbewerb die Bronzemedaille. In der Saison 2014/15 errang sie bei drei Weltcupteilnahmen den dritten Platz in Copper Mountain, den zweiten Rang in Tignes und den ersten Platz in Park City und gewann damit den Halfpipe-Weltcup. Bei den Winter-X-Games 2015 in Aspen holte sie die Silbermedaille. Zu Beginn der folgenden Saison belegte sie beim Weltcup in Cardrona den dritten Rang. Im weiteren Saisonverlauf siegte sie bei der Winter Dew Tour in Breckenridge und beim U.S. Grand Prix und Weltcup in Mammoth. Bei den Winter-X-Games 2016 in Aspen gewann sie wie im Vorjahr die Silbermedaille auf der Superpipe. Im Februar 2016 wurde sie beim U.S. Grand Prix und Weltcup Park City Zweite und holte bei den X-Games Oslo 2016 in Oslo die Bronzemedaille. Zum Saisonende gewann sie wie im Vorjahr den Halfpipe-Weltcup. Nach Platz vier zu Beginn der Saison 2016/17 beim Weltcup und U.S. Grand Prix in Copper Mountain, holte sie bei den Winter-X-Games 2017 in Aspen die Silbermedaille. Im Februar 2017 wurde sie beim Weltcup in Mammoth und in Pyeongchang jeweils Dritte. Im folgenden Monat errang sie in Tignes den zweiten Platz und erreichte zum Saisonende den 14. Platz im Gesamtweltcup und den zweiten Rang im Halfpipe-Weltcup. Beim Saisonhöhepunkt den Freestyle-Skiing-Weltmeisterschaften 2017 in Sierra Nevada gewann sie die Goldmedaille. Im Januar 2018 wurde sie beim Weltcup in Snowmass Dritte und bei den Winter-X-Games Sechste. Bei den Olympischen Winterspielen 2018 in Pyeongchang kam sie auf den fünften Platz.